# کینگستون، کمبریج‌شر
کینگستون (به انگلیسی: Kingston) یک روستا و محله مدنی در بریتانیا است که در کمبریج‌شر جنوبی واقع شده‌است. کینگستون ۲۱۴ نفر جمعیت دارد.